# Micrapatetis purpurascens
Micrapatetis purpurascens är en fjärilsart som beskrevs av George Francis Hampson 1910. Micrapatetis purpurascens ingår i släktet Micrapatetis och familjen nattflyn. Inga underarter finns listade i Catalogue of Life.